# Campodorus facialis
Campodorus facialis är en stekelart som först beskrevs av Carl Gustav Alexander Brischke 1878.  Campodorus facialis ingår i släktet Campodorus, och familjen brokparasitsteklar. Arten är reproducerande i Sverige.